# フランス国鉄240P型蒸気機関車
フランス国鉄240P型蒸気機関車（フランスこくてつ240Pがたじょうききかんしゃ）は、パリ・オルレアン鉄道（PO）の4500型蒸気機関車を改造した240.700型蒸気機関車成功をもとに、さらに改良して送り出した蒸気機関車である。

## 改造までの経緯
（便宜上ベースになった240.700型の改造経緯についても説明する。）
1930年代に入りパリ・オルレアン鉄道は自らの幹線（パリ～ツールーズ）の高速化と重旅客化を計画していた。
この区間の南部には10‰の勾配が399㎞続くところがあり、それまで使っていたパシフィックの4500形では500t程度の列車が精一杯で目標の700tには及ばなかった。
そこで当時のCEMだったエピナ（Epinay）は4軸の旅客機であるマウンテン（4-8-2）が必要と考え、パリ・リヨン鉄道（PLM）から241Cマウンテンを購入するか、自社に1次大戦当時アルコ社から輸入されていた米国製のミカド（2気筒）を先輪の交換と3気筒化の改造を考えていたが、当鉄道の調査研究部門のアンドレ・シャプロンは「2軸先台車」と「4軸動輪」を両立させるため、4500形の従輪を外してそこに動輪を置き、マストドン（4-8-0）の車軸配置を使用することを提案した。しかし4500形の火床は後部が広い台形なので、従輪を大きな動輪に換えるとここが引っかかってしまうため狭火室に改造する必要があり、そのままでは出力低下が懸念されたがフランスではすでにノール鉄道で狭火室（といっても3.5平方ｍの火格子面積があった）のパシフィックが存在しており（3.1250形）、これのボイラーを採用して火室を前後に長く（3.8ｍ）することで火格子面積3.76平方ｍを確保した。
通常ここまで火室が長いと人力炭投が困難になるはずだったが、前方への傾斜をきつくすることで走行時の振動で石炭が崩れるように設計（後日、この機関車は1時間に4tの石炭をくべて燃やせることが判明した。）し、ボイラ圧力も20気圧に向上させ、バルブも通路の拡大と熱効率向上のためレンツ式ポペットバルブにされた。こうして作られた240.700型は当初はカットオフが少ないとドラフトが悪い欠点があったものの加速力などは十分で、後日ドラフトの問題も改良され、575ｔ列車を引き10‰の勾配を200㎞分走行した結果、平均時速98.6kmを記録した（出力は時速90㎞で3800馬力・128㎞時に4000馬力だった）。
そして1936年にフランスの各鉄道会社が国鉄に統合された後、旧PO鉄道の南部に240.700型に改造されずに残っていた4500形も改造されることが決定され、シャプロンはこれに低圧シリンダの拡大とメカニカルストーカーを導入し、蒸気管の保温強化をした改良型を1940～41年にわたって作り、これらは以前の改造組との区別のため「240P」と呼ばれた。

## 活躍
使用は全機（25両）旧パリ・リヨン・地中海（PLM）鉄道の本線で重量急行貨物列車の牽引に使用された。
原型となった240.700型の時点で最高4000馬力（ただしフランス国内の速度上限を特例超過時のデータ）を記録していたが、240Pは1941年5月の試験で800tの列車を引き、平均5.3‰（最高8‰）の勾配34.1㎞という悪条件で牽引力が平均3175馬力（平地換算3600馬力）でシリンダー出力4400馬力に相当した。これを自重あたりにするとトン当たり39馬力でウェイト・パワーレシオは蒸気機関車としては空前絶後の記録であり、またフランス基準では故障の少ない機関車で、軸箱の焼け付きを起こしたことはあるもののこれは先台車のオイルパットの故障によるもので致命傷ではなかった。
ただし、性能自体は高かったが戦後のフランス国内では、複式機関車の運転が難しくとても走行距離が短いことが問題となり陳腐な存在として考えられた。また、石炭不足で大規模な電化が行われたので240型は.700もPも活躍期間はさほど長くはない。

## 保存
240Pと240.700型はその台数と活躍に反比例して一台も残されなかった。改造機は保存の価値なしというのが理由であるが、実際は上層部の中にこの機関車を目障りに見たものがいたと考えられる。